# Ó Sulawesi
Accipiter griseiceps là một loài chim trong họ Accipitridae.